# 蛇螺科
蛇螺科（学名：Vermetidae）是玉黍螺類之下的中型到小型的海洋腹足綱软体动物。
截至2006年，蛇螺科還是蛇螺總科（学名：Vermetoidea）之下唯一的一個科，直至Pseudoschwartziella jordanica Bandel, 2006 的發現。
本科物種的特色是其極其不規則的外殼，與其他螺或蝸牛的外型完全不同。
這些螺通常都會黏附在硬質表面上，又或黏附在一起成為聚落。

## 分類
本科包括下列各個屬：
- Dendropoma
  - 有蓋蛇螺 Dendropoma maximum (Sowerby, 1825)
- Petaloconchus
- Serpulorbis
  - Serpulorbis arenarius（荷兰语：Serpulorbis arenarius）
  - Serpulorbis decussatus（瑞典语：Serpulorbis decussatus）
  - 雜斑蛇螺 Serpulorbis dentiferus (Sowerby, 1820)
  - 大蛇螺 Serpulorbis imbricatus (Dunker, 1860)：又名覆瓦小蛇螺。
  - 紫蛇螺 Serpulorbis nodosorugosa (Lischke, 1873)
  - Serpulorbis squamiger（瑞典语：Serpulorbis squamiger）
  - Serpulorbis trimeresurus Shikama et Horikoshi. 1963
  - 綴殼蛇螺 Serpulorbis xenophorus Habe, 1961
  - 平輪蛇螺 Spiroglyphus planorbis (Dunker, 1860)
  - 蠕形蛇螺 Spiroglyphus spiruliformis de Serres, 1861
- 蛇螺屬 Vermetus
  - Vermetus gordialis (Morch, 1861)
  - 蜈蚣蛇螺 Vermetus renisectus (Carpenter, 1857)
  - 東京蛇螺 Vermetus tokyoensis Pilsbry, 1895